# District de Toledo
Le district de Toledo est le district le plus au sud de Belize. Sa capitale est la ville de Punta Gorda. Selon le recensement de 2022, le district de Toledo a une population de 38 944 habitants.

## Géographie
Le district de Toledo se situe dans la partie sud du pays. Il est limitrophe avec le Guatemala au niveau de ses frontières Sud et Ouest ; avec les districts de Cayo et Stann Creek côté Nord ; tandis que sa limite Est donne sur le Golfe du Honduras.

## Politique et administration
Le district est divisé en deux circonscriptions électorales : Toledo East et Toledo West.

## Urbanisme
Le recensement de 2022 a été réalisé sur 56 localités et 5 d'entre-elles ont plus de 1 000 habitants.

### Plus de1 000habitants
- Bella Vista
- Punta Gorda, capitale du district
- San Antonio
- San Pedro Columbia
- Trio

### Moins de1 000habitants
- Aguacate
- Barranco
- Big Falls
- Bladen
- Blue Creek
- Cattle Landing
- Conejo Creek
- Corazon
- Crique Jute
- Crique Sarco
- Dolores
- Dump
- Elridgeville
- Forest Home
- Golden Stream
- Graham Creek
- Hicatee
- Indian Creek
- Jacintoville
- Jalacte
- Jordan
- Laguna
- Mabilha
- Machakilha
- Mafredi
- Medina Bank
- Midway
- Monkey River
- New Road Area
- Newland
- Otoxha
- Pinehill
- Pueblo Viejo
- Roseville
- San Benito Poite
- San Felipe
- San Isidro
- San Jose
- San Lucas
- San Marcos
- San Miguel
- San Pablo
- San Vicente
- Santa Anna
- Santa Cruz
- Santa Elena
- Santa Teresa
- Silver Creek
- Sunday Wood
- Tambran
- Yemeri Grove

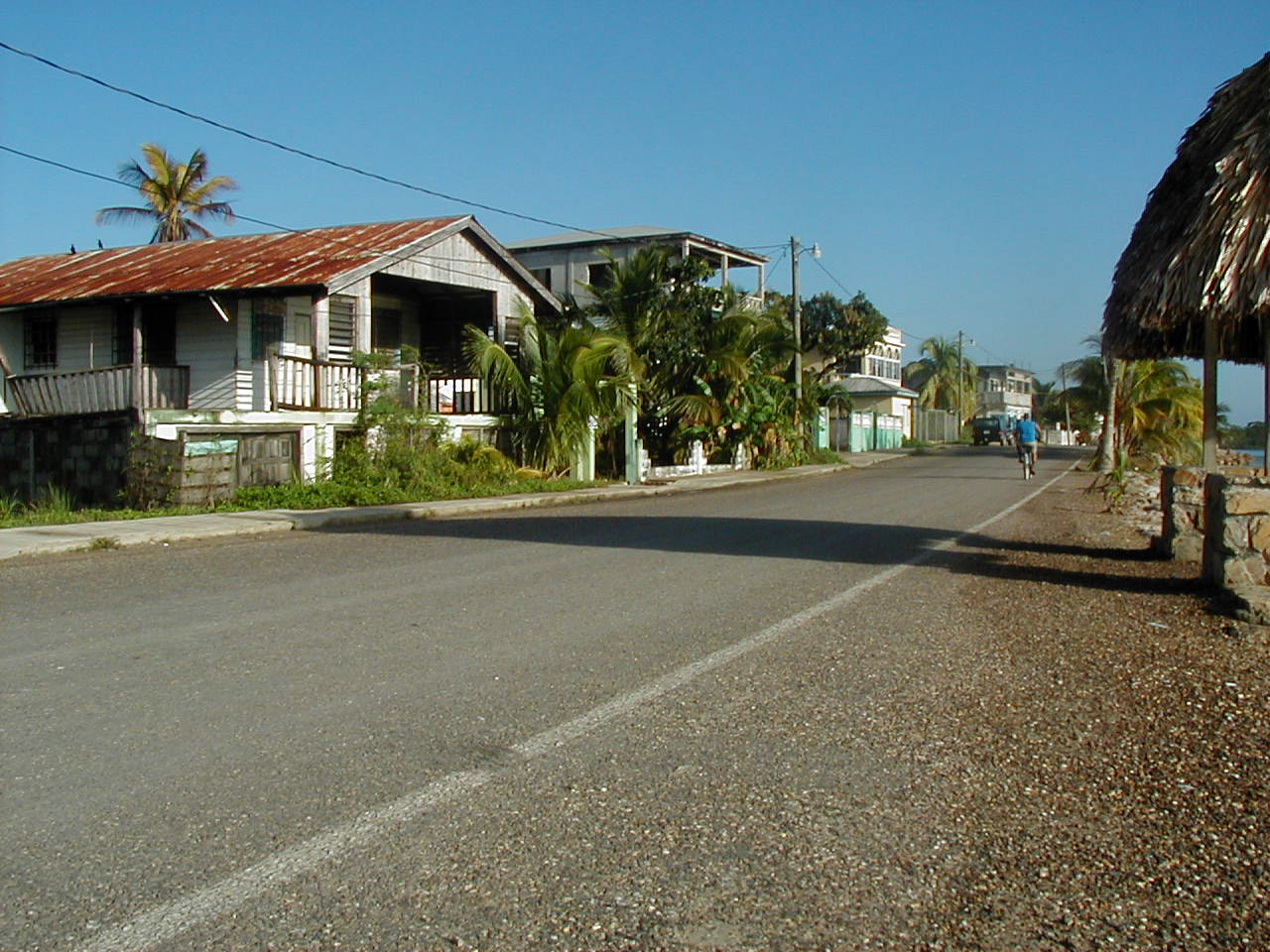
Punta Gorda.
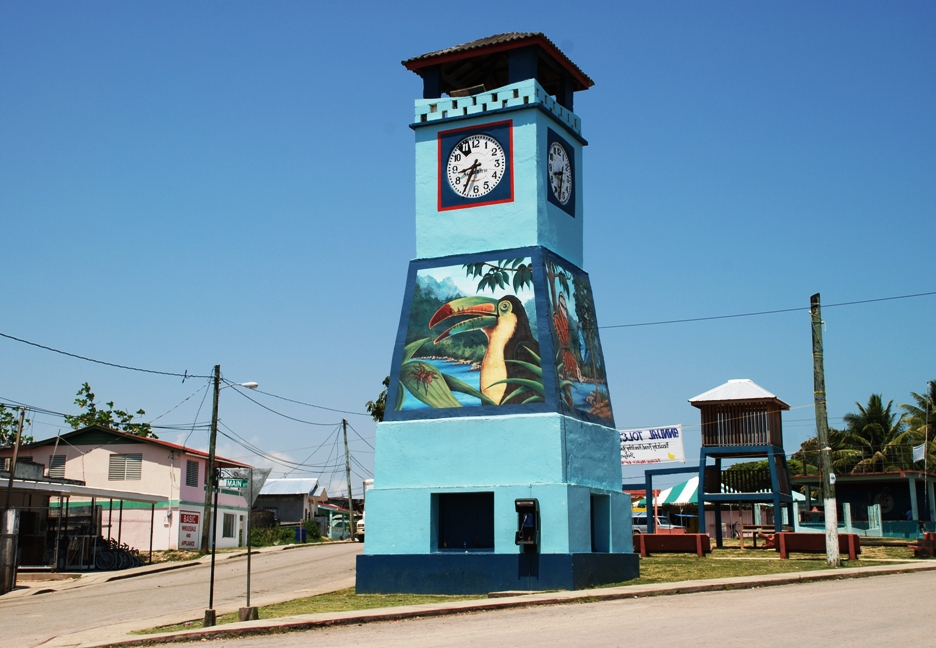
Punta Gorda.
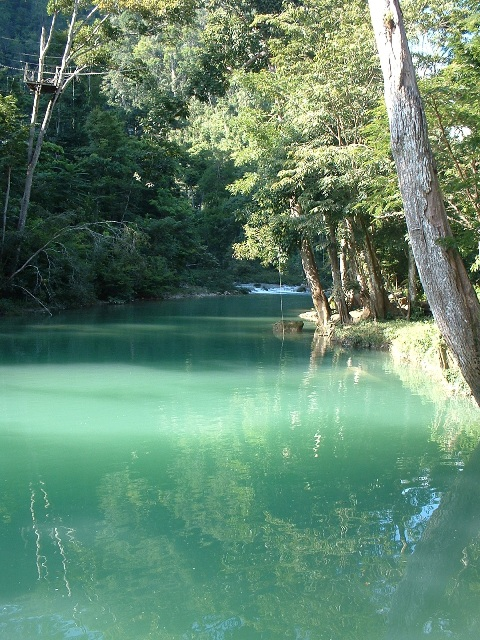
Blue Creek River.
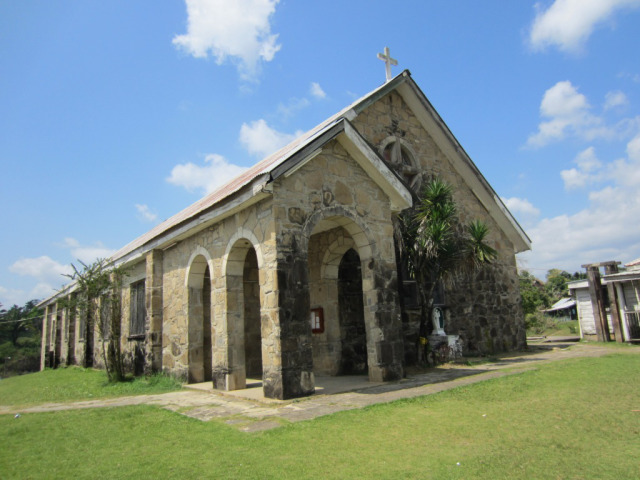
Église de San Antonio.
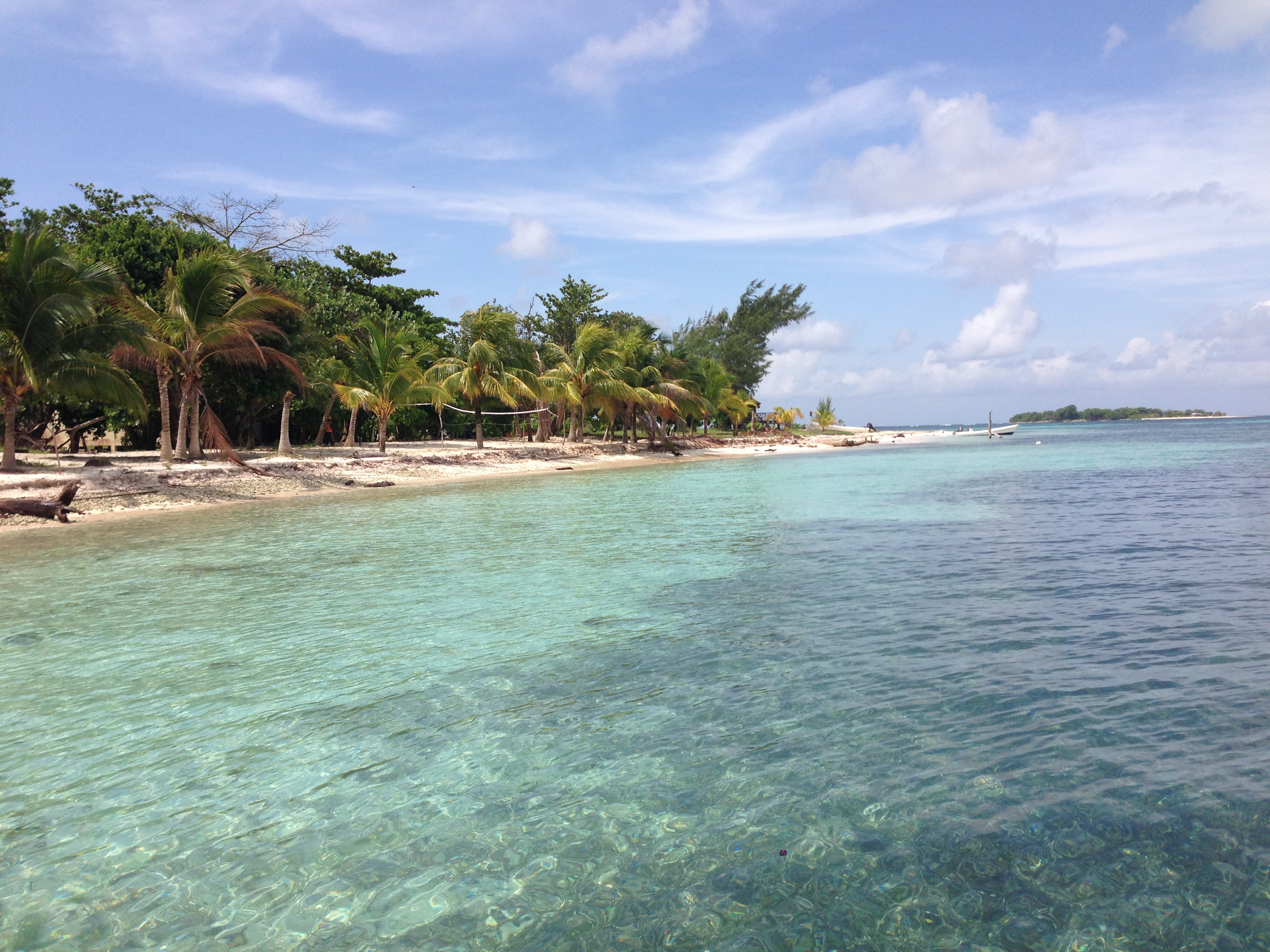
Caye Hunting (Cayes de Sapodilla).

### Voies de communication et transports
Le district de Toledo est desservi par la Thomas Vincent Ramos Highway (anciennement nommée Southern Highway), ainsi que par plusieurs routes de brousse desservant les nombreux villages ruraux.
L'aérodrome d'Independence, au nord, et l'aéroport de Punta Gorda, au sud, permettent de voyager grâce à des vols intérieurs.

## Culture et patrimoine

### Patrimoine archéologique
Plusieurs sites archéologiques Mayas sont accessibles : Nim Li Punit et Lubaantun qui sont classés réserves archéologiques, et Uxbenka.

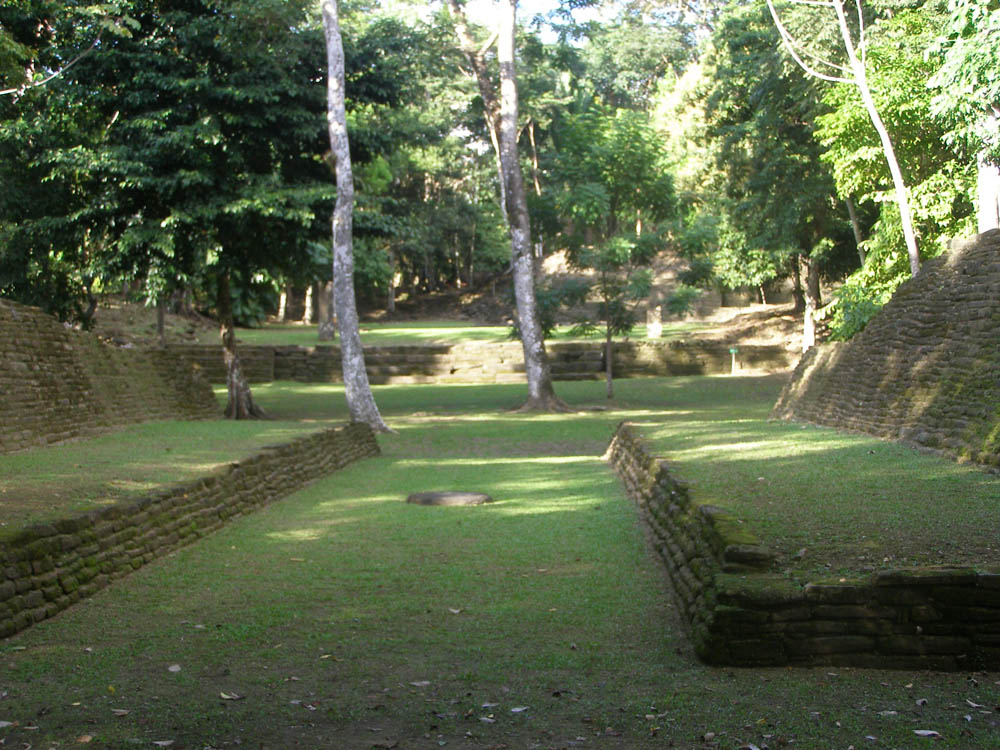
Nim Li Punit.
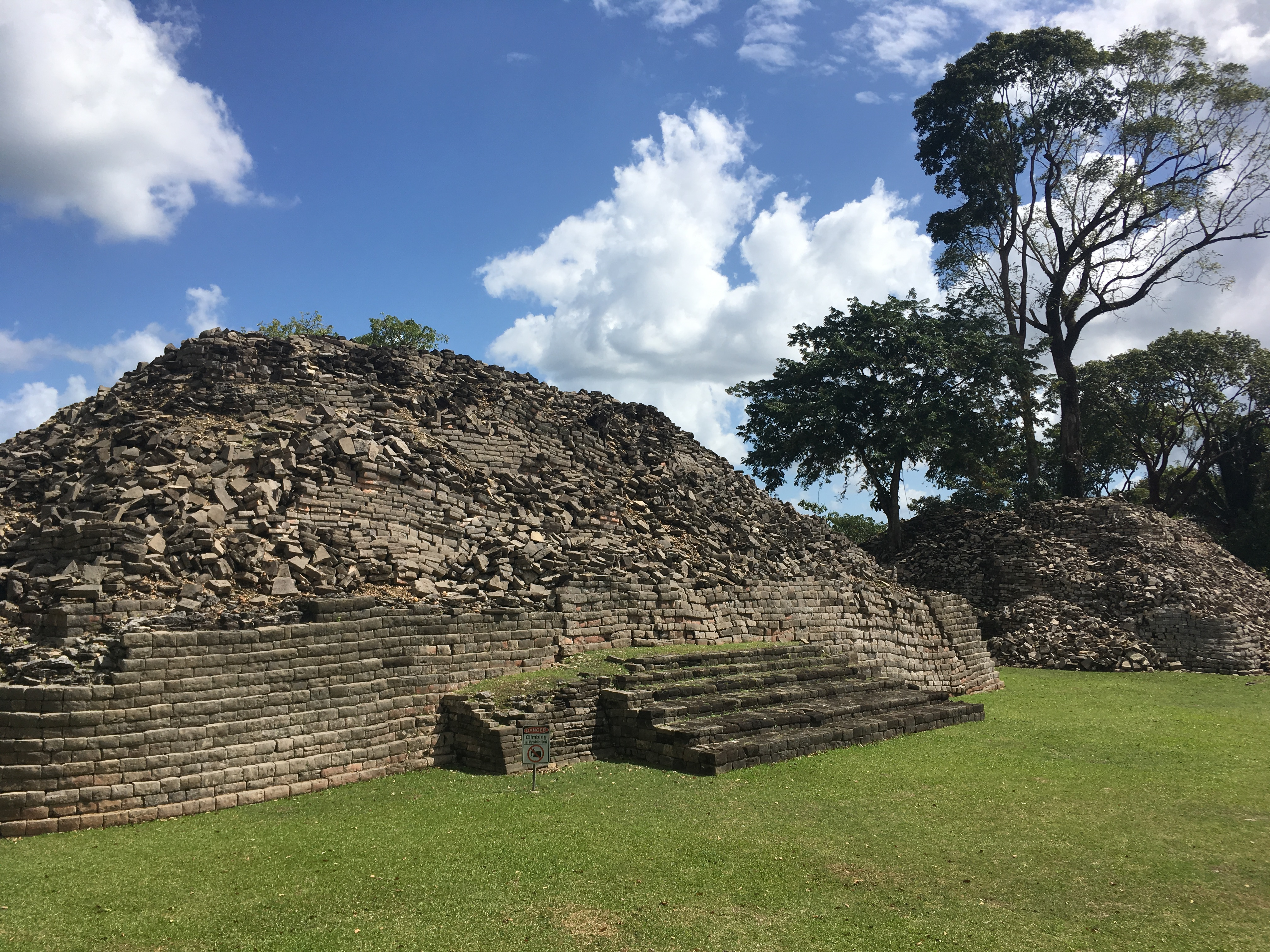
Lubaantun.
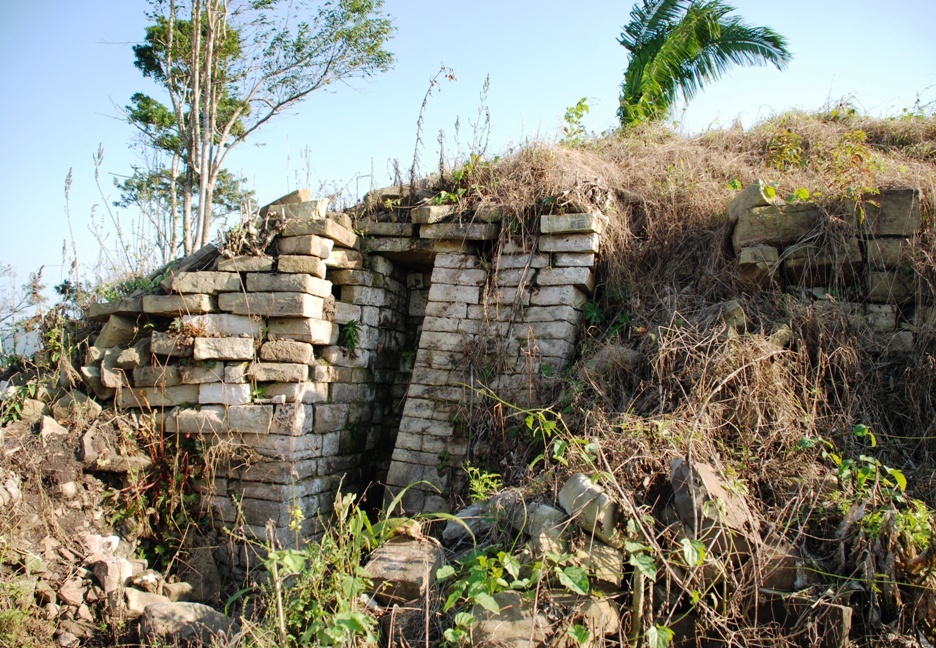
Uxbenka.

### Patrimoine naturel
Divers sites naturels protégées ont été créés dans le district :
- 3 parcs nationaux : Temash-Sarstoon (en), Río Blanco et Payne's Creek (en).
- 1 réserve naturelle : Bladen (en)
- 2 sanctuaires de la vie sauvage : Aguacaliente et Bassin Cockscomb
- 6 réserves forestières : Caye Monkey, Columbia River, Deep River, Machaca Creek, Mango Creek et Swasey Bladen
- 2 réserves marines : Port Honduras (en) et les Cayes de Sapodilla

## Dans la culture populaire
- La Province oubliée, un film documentaire sur le District de Toledo